# Palauet Albéniz
El Palauet Albéniz o Pavelló Reial de Montjuïc és un palau construït el primer quart del segle xx, situat a la muntanya de Montjuïc de Barcelona, prop de l'Estadi. Sol ser la residència del rei d'Espanya en les seves visites oficials a la ciutat i s'utilitza en certes recepcions i actes públics. Després de construcció s'ha anat adaptant a diverses funcions, primer com allotjament de la família reial espanyola durant l'Exposició Universal de Barcelona de 1929 i després, com a allotjament de persones il·lustres. El palau està envoltat pels amplis Jardins de Joan Maragall. L'edifici és una obra inclosa a l'Inventari del Patrimoni Arquitectònic de Catalunya.

## Descripció
El palauet és una petita edificació envoltada pels jardins Joan Maragall, construïda per l'Exposició Internacional de Barcelona de 1929 i tenia l'objectiu de fer de residència pels reis, però també de representar l'arquitectura reial espanyola, seguint l'estètica de l'arquitectura reial borbònica madrilenya. Tot i així, veu directament de l'arquitectura clàssica francesa del segle xviii. Juan Moya, arquitecte reial, va inspirar-se directament amb l'arquitectura palauenca del regnat de Felip V, un barroc auster amb façanes sòbries, utilitzant totxo i pedra, i majestuoses com el Palau Reial de La Granja de San Ildefonso, el Monestir de l'Escorial o el Palau de la Zarzuela.
La façana principal, és d'una marcada horitzontalitat de la que en destaquen tres tímids cossos, un al centre i els altres en els extrems, seguint un ordre simètric. Verticalment, la façana es compon d'un fals i simple encoixinat, des de la qual arranquen uns carreus de pedra en els extrems dels tres cossos, creant un joc de colors amb la resta de la façana de totxo. La coberta, feta de pissarra, és a dues aigües i en la qual s'hi obren unes finestres.
Els interiors estan ricament decorats, influènciat per l'estil imperi. Les estances estan decorades de tal manera que recorden als Reales Sitios com el Monestir de l'Escorial i el Palau Reial de La Granja de San ildefonso o bé a Versalles en el Saló dels Miralls. I també s'hi col·locaren altres elements mobles, com el tapissos de la Real Fábrica dissenyats per Goya, que es poden trobar en els diversos palaus reials. La decoració i ornamentació del pavelló va ser feta pels Srs. Benedito i Benlliure. S'hi instal·laren armadures procedents de l'Armeria Reial, tapissos de la Fàbrica de Toledo, i gerros reproduïts prenent com a model els d'altres palaus reials. També hi treballà el pintor Jaume Llongueras.
L'accés al palauet és a través d'una gran escalinata de dos trams separats per una font, una solució molt recurrent en l'arquitectura barroca monàrquica.

## Història
Va ser construït amb motiu de la mencionada Exposició Universal, que es va celebrar a Barcelona durant l'any 1929. La família reial disposava llavors del Palau Reial de Pedralbes, de recent construcció, però es va decidir que era més idoni que disposés d'una residència dins el recinte firal, per poder reposar durant les visites a l'exposició i per fer-hi grans recepcions. Es va concedir el projecte a l'arquitecte de la casa reial Juan Moya. La inauguració oficial, amb presència del rei Alfons XIII, la reina Victòria Eugènia, les infantes i altres autoritats, es feu el 5 d'octubre de 1929.
Cap al 1934-1935, Joaquim Folch i Torres va proposar de convertir-lo en el Museu de la Música, però aquest projecte no prosperà. Tot i així, arrel d'aquest projecte es va decidir batejar aquest palauet amb el nom del músic Isaac Albéniz i Pascual i es col·locà un bust del músic, obra dels escultors Enric Casanovas i Mateu Fernández de Soto.
A la dècada de 1930, a proposta de la Junta de Museus, l'Ajuntament de Barcelona va aprovar la realització i col·locació d'un bust en honor del músic, compositor i pianista català Isaac Albéniz al Pavelló Reial de Montjuïc, i en honor d'ell passà a anomenar-se Pavelló Albéniz. L'encàrrec fou adjudicat als escultors barcelonins Enric Casanovas i Roy i Mateu Fernández de Soto. Però en produir-se la Guerra Civil espanyola, el projecte restà paralitzat.
Arran del Congrés Eucarístic de Barcelona, de l'any 1951, el palauet fou utilitzat per allotjar el cardenal legat i els seus acompanyants, Tret d'això, durant el franquisme, el palauet va estar en desús, fins que a principis de la dècada dels seixanta, l'alcalde de Barcelona Josep Maria de Porcioles va decidir rehabilitar-lo i convertir-lo en residència per a visites il·lustres.  Així, l'Ajuntament de Barcelona amplià considerablement el palauet. El pavelló inicial de 1929 passà a ser un dels tres cossos del nou edifici, aixecat sota la direcció dels arquitectes Lozoya, Ros i Serra Goday. Al nou cos central s'hi ubicà el menjador de festes i al pavelló més gran fou dedicat a habitacions. L'edifici resultant fou moblat amb peces de col·lecció Plandiures, pintures i altres obres d'art del fons municipal. També amb una cúpula encarregada a Salvador Dalí.
També, el 1970, l'Ajuntament de Barcelona  va ampliar els jardins gràcies a l'enderroc dels pavellons propers, el Palau de les Missions i el d'Art Modern, feia uns anys.  El jardí es va fer d'un estil clàssic i majestuós, agafant com a model els jardins reials o imperials europeus. En aquest jardí es van col·locar escultures d'artistes catalans: Joan Rebull, Ernest Maragall, Frederic Marés, Luisa Granero, Josep Viladormat, entre d'altres. Aquest jardí el van dedicar a Joan Maragall.